# Parlamentsvalget i Ungarn 2014
Parlamentsvalget i Ungarn 2014 blev afholdt den 6. april, og resulterede i et genvalg af den siddende Fidesz-regering ledet af premierminister Viktor Orbán.
Det var det første parlamentsvalg under Ungarns nye forfatning, der var trådt i kraft den 1. januar 2012. Ved valget blev valgt 199 parlamentsmedlemmer i modsætning til under den tidligere forfatning, hvor der blev valgt 386 medlemmer.

## Resultat
| Parti                                       | Antal pladser | % af afgivne stemmer | Ændring | Antal stemmer |
| ------------------------------------------- | ------------- | -------------------- | ------- | ------------- |
| Fidesz                                      | 133           | 44,54%               | -8,19%  | 2.135.891     |
| Koalitionen                                 | 38            | 25,99%               | +6,29%  | 1.246.465     |
| Jobbik                                      | 23            | 20,54%               | +3,87%  | 985.029       |
| LMP                                         | 5             | 5,26%                | -2,21%  | 252.373       |
| Notater: Kun valgte partier med i tabellen. |               |                      |         |               |